# Reichsstraße 388
Die Reichsstraße 388 (R 388) wurde 1940 im damals annektierten Polen als Reichsstraße des Deutschen Reichs eingerichtet, aber schon 1941 wieder aufgegeben; die Nummer wurde daraufhin für eine Straße in Oberbayern, Niederbayern und im nördlichen Österreich vergeben, deren in Deutschland verbliebener Teil nunmehr als Bundesstraße 388 bezeichnet wird. Die ursprüngliche Reichsstraße 388 verlief von Ciechanów (damals als Zichenau bezeichnet), in südöstlicher Richtung auf der Trasse der heutigen Droga krajowa 60 und der DW 618 nach Pułtusk (1941 bis 1945 Ostenburg), und von dort weiter bis zur Grenze des Generalgouvernements Richtung Wyszków.
Die Länge der früheren Reichsstraße betrug bis Pułtusk rund 60 Kilometer.